# 木野部テレビ中継局
木野部テレビ中継局（きのっぷテレビちゅうけいきょく）は、青森県むつ市大畑町にあるテレビ中継局である。

## 概要
- 当中継局は、大畑町木野部の木野部峠に置かれ、該当地区へ電波を発射している。
- 青森朝日放送（ABA）の中継局は未設置であるが、地理的環境から北海道函館市にある函館送信所・中継局の電波がアナログ・デジタルとも受信可能であり、テレビ朝日系列の北海道テレビに加え、青森県内に系列局のないフジテレビ系列の北海道文化放送、テレビ東京系列のテレビ北海道が視聴できる。

## 中継局概要

### デジタルテレビ放送
| リモコン 番号 | 放送局名         | チャンネル 番号 | 空中線 電力 | ERP   | 偏波面   | 放送対象地域 | 放送区域 内世帯数 | 運用開始日     |
| ------------- | ---------------- | --------------- | ----------- | ----- | -------- | ------------ | ----------------- | -------------- |
| 1             | RAB 青森放送     | 34              | 100mW       | 600mW | 垂直偏波 | 青森県       | 約100世帯         | 2010年 1月15日 |
| 2             | NHK 青森教育     | 38              | 100mW       | 600mW | 垂直偏波 | 全国         | 約100世帯         | 2010年 1月15日 |
| 3             | NHK 青森総合     | 36              | 100mW       | 600mW | 垂直偏波 | 青森県       | 約100世帯         | 2010年 1月15日 |
| 5             | ABA 青森朝日放送 | 32              | 100mW       | 600mW | 垂直偏波 | 青森県       | 約100世帯         | 2010年 1月15日 |
| 6             | ATV 青森テレビ   | 30              | 100mW       | 600mW | 垂直偏波 | 青森県       | 約100世帯         | 2010年 1月15日 |

- 所在地： むつ市大畑町（木野部峠[1]）
- 放送区域： むつ市の一部[1]
- 2009年10月20日に予備免許が交付され[2][3]、12月下旬に試験放送を開始、2010年1月13日に本免許が交付され、1月15日に本放送を開始した。アナログ中継局を設置していなかったABAはデジタル新局として開局した。
- なお、デジタル放送受信するためには、垂直偏波に対応したUHFアンテナの設置が必要。
- 風間浦村にある風間浦村営共聴システムでは同中継局の電波をケーブルを通じて再送信されている。

### アナログテレビ放送
| チャンネル 番号 | 放送局名       | 空中線 電力       | ERP                 | 偏波面   | 放送対象地域 | 放送区域 内世帯数 | 運用開始日      |
| --------------- | -------------- | ----------------- | ------------------- | -------- | ------------ | ----------------- | --------------- |
| 49              | NHK 青森教育   | 映像1W/ 音声250mW | 映像6.5W/ 音声1.6W  | 垂直偏波 | 全国         | 189世帯           | 1973年 11月23日 |
| 51              | NHK 青森総合   | 映像1W/ 音声250mW | 映像6.5W/ 音声1.6W  | 垂直偏波 | 青森県       | 189世帯           | 1973年 11月23日 |
| 53              | RAB 青森放送   | 映像1W/ 音声250mW | 映像6.6W/ 音声1.65W | 垂直偏波 | 青森県       | 189世帯           | -               |
| 55              | ATV 青森テレビ | 映像1W/ 音声250mW | 映像6.6W/ 音声1.65W | 垂直偏波 | 青森県       | 189世帯           | 1989年 11月10日 |

- 2011年7月24日をもってすべて廃止された。なお、青森朝日放送にはチャンネルが割り当てられていなかった。